# UUPON
UUPON 紅利點數是點鑽整合行銷公司於台灣推出的開放型點數平台。採會員制，透過完成任務獲得點數回饋，可於特約商進行消費累兌點，亦能兌換電子票證悠遊卡儲值金服務。
對消費者的服務：建立跨產業、跨品牌通路循環累兌紅利點數的消費模式，提供包括全家便利商店、萊爾富、OK超商消費累兌點、點數兌換悠遊卡儲值金、信用卡紅利點數、航空里程點數交換及點數折抵百貨、網購消費服務。
UUPON 另外還提供多家電商平台點數轉換、折抵電信費、APP 兌好康、填問卷賺點數、看影片賺點數、推薦好友賺點數等服務。

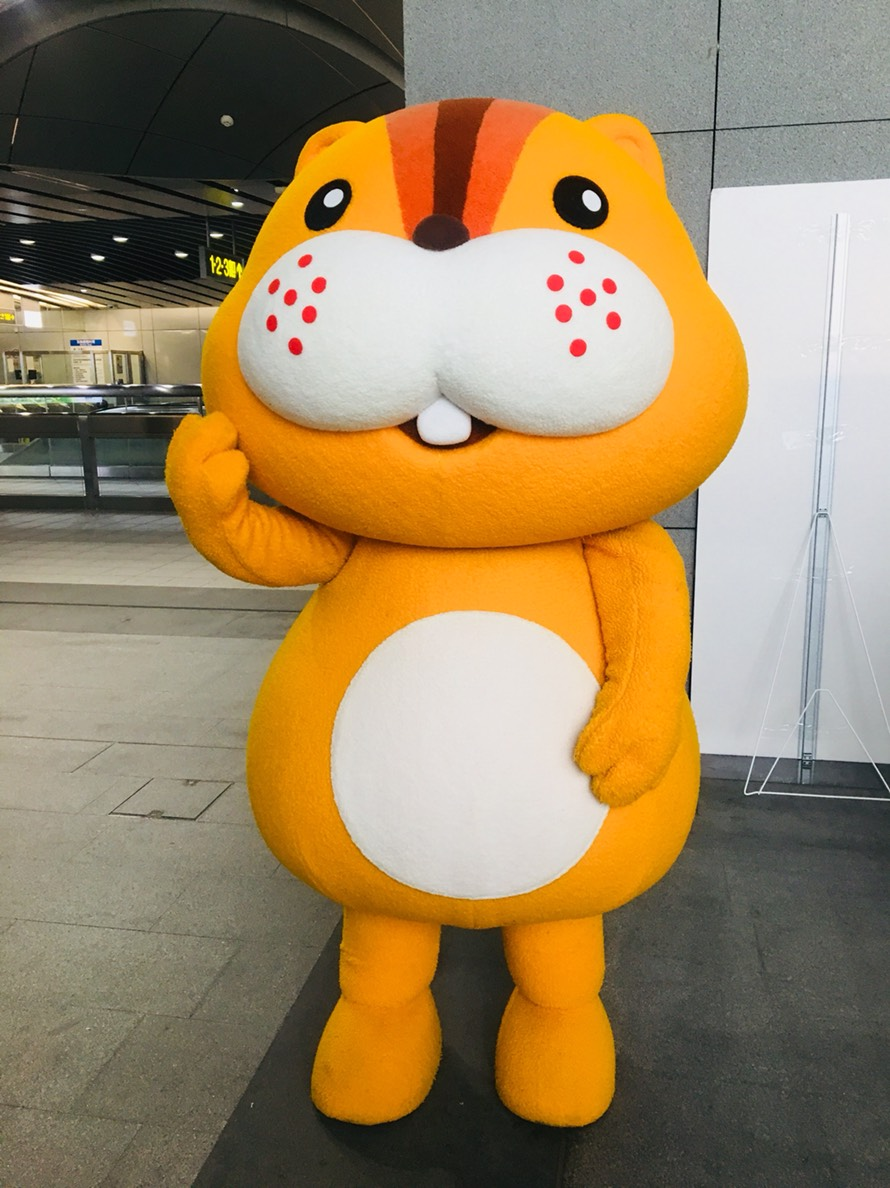
點鑽的吉祥物UU醬

## 吉祥物
點鑽的吉祥物「UU醬」是隻小松鼠
出生日：正好就是 4 月 1 日
身高：一個樹洞高
體重： 6 打橡果重
鼻子上的紅點象徵紅利點數 UUPON，口頭禪是「優惠多點、生活滿點」，個性熱情活潑、充滿好奇、很寶貝自己的收藏物，最喜歡蒐集橡果猶如集點，更熱愛悠遊卡感應時的嗶嗶聲。最常出沒在大眾運輸工具、全家便利商店、等 UUPON 合作特約商通路。
點鑽公司提供吉祥物UU醬，專屬貼圖下載。。

## 點鑽公司簡介

### 組織沿革
- 2015年4月1日悠遊卡投資控股與中華電信、伊藤忠商事株式會社日本本社、臺灣伊藤忠、全家便利商店、神腦國際、富邦金控創投、玉山創投等八家股東合資設立點鑽整合行銷股份有限公司[3]，以發展悠遊卡會員紅利點數服務 UUPON ，與悠遊卡相關行銷服務為核心業務。
- 2015年4月1日，悠遊卡投資控股與全家便利商店合作發展以悠遊卡紅利集點；消費每 50 元累積 UUPON 紅利 1 點，集滿 4 點則可折抵 1 元消費，回饋率達 0.5 %[4]。
- 2015年4月8日，UUPON 上線記者會，UUPON 以悠遊卡出發 正式跨入點數市場戰局[5]。
- 2015年7月31日，點鑽公司通過 ISO27001，保護每一位會員個資，以及平台使用的系統安全管理[6]。

### 服務內容

#### 交通
- 2015年9月1日，宣布與台北捷運合作，持悠遊卡搭乘捷運，每 5 次 就能獲得 1 點，為國內首見針對大眾交通工具，祭出點數回饋的活動；持台新銀行悠遊聯名卡的消費者，每搭乘 5 次 就能獲得 5 點[7]。
- 2015年10月15日，點鑽公司宣布，民眾只要用悠遊卡／悠遊聯名卡／悠遊Debit卡搭乘台北捷運、首都客運、大都會客運、台北客運，以及租借YouBike，凡 5 次就可累積 1 點 UUPON 點數，使用台新銀行悠遊聯名卡在活動期間內，搭公車騎 YouBike 點數五倍，搭 5 次即給 5 點 UUPON[8]。
- 2016年12月27日，點鑽公司與臺北市交通局推出「北市周五綠色運輸日（Green Friday）」活動，將自 2016 年 12 月 30 日起至 2017 年 2 月 24 日止舉辦，活動期間每逢周五嗶悠遊卡（不限卡別），民眾只要用悠遊卡搭乘台北捷運、首都客運、台北市聯營公車及指定路線，以及租借 YouBike，搭 1 次即可獲得 1 點 UUPON 紅利點數，搭乘達10次可獲得10點，依此類推。[9]。
- 2017年月4月21日，悠遊卡公司、點鑽公司和玉山銀行持續推出「北市周五綠色運輸日（Green Friday）」，希望吸引更多民眾使用公共交通運輸工具，凡於活動期間每週五上午6到9點持悠遊卡搭乘台北捷運、臺北市與新北市聯營公車、或於臺北市與新北市租借 YouBike（不含0元交易），搭乘 1 次即贈送 2 點 UUPON 點數。另外，同時段持玉山銀行悠遊聯名卡搭乘綠運輸者，搭乘1次即可送4點。[10]。
- 2017年月7月4日，點鑽公司與臺北市交通局公運處推出「幹線公車轉乘優惠」，為鼓勵民眾搭乘，至 2017年 10 月 5 日，公運處表示，民眾持註冊 UUPON 會員的悠遊卡，搭乘幹線公車雙向轉乘雙北或幹線公車一次，就可獲得 UUPON 點數 1 點與 1 次抽獎機會[11]。
- 2018年月3月1日，點鑽公司與臺北市交通局、悠遊卡公司、玉山銀行共同贊助推出「2018 年綠運輸集點活動」，鼓勵全國民眾外出通勤、出遊或購物都能使用綠運輸，每日不限時段凡持悠遊卡或悠遊聯名卡（全卡種）使用全國綠運輸（高鐵、臺鐵、北捷、高捷、桃捷、各縣市公車、YouBike 及渡輪（不含0元交易），每搭乘 5 次 即送 1 點 UUPON 紅利點數，且不同綠運具間轉乘亦分別列入計算。另外，為配合周五綠運輸政策及延續該活動宗旨，點數再加碼；即每周五全日不限時段，凡持悠遊卡搭乘全國綠運輸即可獲得 1 點紅利點數，且周五使用次數還可列入滿 5 次送 1 點活動中，搭乘次數越多獲得點數越多。此外，玉山銀行共同響應再加碼推出，凡每日持玉山悠遊聯名卡使用全國綠運輸者，即可獲得 1 點。[12]。
- 2018年8月27日，環保署與交通部、點鑽公司共同舉辦「綠色運輸空氣好，千萬點數大放送」活動，為減少汽、機車所造成的空氣污染，環保署希望民眾能多搭乘大眾交通，至年底只要搭乘次數最多排名前3,000名者，每人將送 200 點，中南部民眾每月搭乘前 5,000 名者，每人送 40 點等 6 點贈點方式，每 4 點可換悠遊卡儲值金 1 元或等值 UUPON 點數。[13]。

#### 消費
- 2017年月10月6日，點鑽公司與悠遊卡公司、環球購物中心宣布三方合作，UUPON 會員消費滿 100 元可累積 imall 點數 1 點、同時累積 UUPON 點數 2 點，而 iMall 點數 100 點，可折抵現金 30 元， UUPON 點數 10 點，則可折抵 3 元，回饋率達 0.9％ 。[14]。

#### 電信
- 2017年月6月21日，點鑽公司宣佈，聯手亞太電信、台灣大哥大和中華電信三大電信業者，全面啟動多元化集點服務。UUPON 會員申辦亞太電信 598 吃到飽門號專案，加碼贈送 UUPON 點數 1000 點。下載「台灣大哥大 Wali 智慧錢包」開通手機悠遊卡，且首次更換 NFC SIM 卡的 UUPON 會員，申辦所需包括 300 元換卡費，以及 100 元記名開通費，統統享有免費優惠；且 Wali 手機悠遊卡新戶只要消費滿 300 元小額付款，即可再享 30 元回饋金的一次優惠。此外，為擴大會員使用範圍，UUPON 點數還可折抵台灣大哥大電信帳單。UUPON 會員若是申辦「中華電信 Hinet 光世代」，包括新申請、升速、續約等對象，簽訂 100M 以上速率 2 年合約，即可獲得 UUPON 點數 6400 點。[15]。

#### 生活
- 2018年3月16日，點鑽公司宣佈，配合臺北市政府「全台抗空污 天天嗶悠遊」活動，宣布 UUPON 全新兌點服務上線，與悠遊卡合作在台北捷運全線的悠遊卡加值機，會員可將 UUPON 點數，直接換成悠遊卡儲值金，每 4 點就可以兌換 1 元，兌點無上限。已綁定 UUPON 會員的悠遊卡，可在台北捷運全線站內悠遊卡加值機，提供直接「機上兌點」功能，在加值上點選「 UUPON 專區」，機台螢幕將自動顯示會員帳戶內所擁有點數， UUPON 會員可依照需求，自行選擇 10 元到 300 元的悠遊卡儲值金兌換，不需要任何兌換手續費，也免去繁複的操作流程。[16]。
- 2018年11月15日，臺北市政府交通局及亞旭電腦共同研發，手機軟體「台北車站通」APP ，至 2018 年 10 月 5 日止下載 APP 並註冊會員，即可獲得 10 點 UUPON ；站內開啟藍芽並接收 APP 推播資訊，每月共可獲得 2 點 UUPON ；若是於指定店家開啟藍芽並接收 APP 推播資訊，每周共可獲得 2 點 UUPON。此外，若是參與相關活動，另外還可參加抽獎，有機會獲得總獎金共達 5 萬點 UUPON 的獎勵。[17]。

#### 公益
- 2017年月11月30日，點鑽公司宣佈，響應世界球后戴資穎，呼籲全台近300萬會員一起做公益。至 2017年 12 月 31 日，透過 UUPON 全新上線的愛心捐點系統，邀請民眾將點數捐給包括喜憨兒社會福利基金會、創世福利基金會等四間社福團體，UUPON 公益加碼，全民捐多少點，UUPON 再捐多少點。[18]。
- 2018年4月10日，點鑽公司宣佈，UUPON 與臺北市交通局推廣「電子票證消費」，台北市長柯文哲鼓勵民眾持悠遊卡搭乘大眾運輸工具，並加入悠遊卡紅利點數平台 UUPON ，開啟悠遊卡消費集點功能。柯文哲在臉書粉絲團公佈他個人 UUPON 推薦碼「02KL53」，呼籲網友透過他的推薦碼加入 UUPON ：「你得 10 點兌儲值金，柯 P 得 10 點捐公益！」 每一位入會民眾可獲得 10 點 UUPON 點數，他本人也可因成功推薦，獲得 10 點 UUPON 點數；柯 P 並會將所獲得的推薦獎勵點數，透過 UUPON 愛心捐點系統，全數捐給公益團體。[19]。

#### 娛樂
- 2018年7月4日，UUPON 配合世界盃足球賽話題熱潮，推出「世足冠軍神預測」兌點抽獎活動，挑戰市場最高賠率 1 千倍。UUPON 會員只要從四強隊伍，預測中冠軍隊，就有機會獲得 1 萬點 UUPON 紅利點數。只要憑 10 點，就可以在 APP「兌好康」專區兌換一次預測機會，只要預測中冠軍隊伍，就可以參加抽獎，共有 5 位幸運會員，可得到 1 萬點 UUPON 點數，相當於免費賺到 2500 元悠遊卡儲值金。[20]。

#### 優惠
- 2019年4月15日，UUPON 與 來自日本的優惠平台 Gotchamall 扭蛋寶合作，在UUPON APP 共同推出幸運扭蛋，UUPON 會員透過扣除UUPON點數即可得到包含了肯德基、必勝客，美妝日藥本舖，便利商店全家便利商店、萊爾富，賣場美廉社等台灣生活中各式各樣的折扣優惠。

## 活動記錄
- 2017年月9月19日，點鑽公司宣佈，聯手「全家」、「萊爾富」、「OK」3大超商通路，打造超商點數聯盟。 UUPON 擁有全臺超過 5,200 家可集點、兌點的超商通路，多元便利性及獨家優勢， UUPON 會員在該年度上半年，全臺三大超商通路集點、兌點，共同創下相當於 10 億元新臺幣經濟價值。[21]。

- 2017年月12月1日，點鑽公司年終兌點回饋，發佈「小額兌點商品」成效。在 UUPON 「APP 兌好康」專區，每周三中午推出的「10 點兌 10 元」全家便利商店現金折價券，限量 1,000 份商品，在短短 1 分鐘內就被搶購一空；另外，每天限量 100 杯，特價 25 折的萊爾富中杯熱拿鐵，也以平均 6 秒鐘兌 1 杯的速度天天完兌。[22]。

- 2017年月12月9日，點鑽公司宣佈，根據 UUPON 大數據顯示，受「年終兌點潮」效應影響，UUPON 會員該年度 11 月當月，全臺 7 間 Global Mall 環球購物中心消費兌點情況，平均單筆消費額所折抵 UUPON 點數即高達 825 點，相較於 9 月平均值 38 點，成長幅度超過 22 倍，若進一步統計紅利點數整體兌換總數，更是 9 月份的 340 倍之多。[23]。

- 2018年9月17日，點鑽公司宣佈，UUPON 與全家共同推出「兌點三重奏」活動：凡 UUPON 會員消費兌點滿 100 點，即可額外加贈 10 點，並有機會抽中 1,000 點大獎；另外，還提供每日限量 300 份，於全家 FamiPort ，以 100 點兌換 30 元全家現金券的活動。8月單月活動總兌點記錄近 500 萬點，累積集點、兌點總筆數也超過 100 萬筆；相當於 UUPON 會員在全臺 3,100 多間全家店鋪，共同創下突破 1.5 億消費額的紀錄。[24]。

## 大數據分析
- 2018年月5月10日，點鑽公司以已婚女性為調查對象，根據消費集點與兌點方式，觀察各年齡層已婚女性的使用習慣，發現26歲到35歲的年輕族群最有愛心，最願意將點數捐給公益團體，36歲至45歲的輕熟族群則善於用點數獲取超商折扣；46歲至55歲熟年族最熱衷兌換回悠遊卡儲值金；56歲至65歲較年長族群傾向以搭乘大眾運輸工具來集點，近半年搭乘人次消較去年同期，成長1.6倍。[25]。

- 2018年月9月19日，點鑽公司發現，即使是男性客群也相當熱衷集點。男性會員在包括全家、萊爾富和 OK 三大超商通路以綁定悠遊卡的方式集點最普遍，26 歲至 35 歲的已婚男性，透過在三大超商消費，平均每個人每個月就可得到 23 點，是所有男性年齡層中的比例最高。36 歲至 45 歲的已婚男性最會擅用點數集中、價值提高的策略，使用各大會員點數平台做 UUPON 轉點服務。而 46 歲至 55 歲已婚男性，透過參與填問卷活動獲得點數的人數逐漸增加。[26]。

- 2018年月10月14日，點鑽公司根據近 350 多萬會員大數據觀察，發現多數居住在大臺北地區，年齡區間為 20 世代的女性，能夠被區別為「務實通勤族」，行為特徵為集點兌悠遊卡儲值金，就為折抵通勤開銷；還有一部分，居住在中臺灣，年齡區間為 40 世代男性，也能被稱作是「高端享樂族」，行為特徵為消費不斷循環賺點，生活享樂大玩家；除了上述兩大族群，另外有一群難以捉摸的類別，因為他們特殊的點數消費行為，還可以被視為另類的「精明嘗鮮族」，行為特徵為哪兒有好康的點數活動，就往哪兒去。[27]。

## 合作特約商
- 電信服務
  - 中華電信股份有限公司
  - 神腦國際
  - 台灣大哥大股份有限公司
  - 亞太電信股份有限公司
  - So-net（台灣碩網）

- 金融服務
  - 玉山商業銀行
  - 台北富邦銀行
  - 中國信託商業銀行
  - 台新國際商業銀行
  - 第一商業銀行
  - 國泰世華
  - 彰化銀行

- 民生消費
  - 全家便利商店股份有限公司
  - 萊爾富超商
  - OK超商
  - 大買家網路量販店
  - Global Mall 環球購物中心
  - 長榮航空股份有限公司
  - JAL日本航空 Japan Airlines
  - 亞洲萬里通
  - 台灣樂天市場股份有限公司
  - Pchome線上購物
  - WakuWaku Japan
  - 俥酷 iParking
  - 胡思二手書店
  - 天衣包膜
  - 大榮旅遊
  - 台灣宅配通股份有限公司
  - 全日本空輸
  - 愛魅客國際股份有限公司
  - 點閱串流科技股份有限公司
  - LINE

## 外部連結
- （繁體中文） UUPON （页面存档备份，存于）
- （繁體中文） UUPON APP下載 （页面存档备份，存于）
- UUPON 優惠多點 生活滿點的Facebook專頁